# Přírodní rezervace Thung Yai
Přírodní rezervace Thung Yai Naresuan se rozkládá na ploše 3 647 km² na západě Thajska. Zasahuje na území provincií Kanchanaburi a Tak, sousedí s myanmarským Karenským státem. Vyhlášena byla v roce 1974 a od roku 1991 je zapsána spolu se sousedním chráněným územím Huai Kha Khaeng na seznamu světového přírodního dědictví UNESCO.
Většina parku se nachází v povodí řeky Kwae Yai. Nejrozšířenějšími biomy jsou galeriové střídavě vlhké a deštné lesy, rostou zde i porosty bambusových lesů, v centrální části parku se rozkládá travnatá pláň. Podnebí zde panuje tropické. Průměrný roční srážkový úhrn je 2000 až 2400 mm, monzunové období trvá od května do října. 
Vegetace přechází od subtropické po tropickou. Park se nachází v dotykové oblasti čtyř různých bio-geografických oblastí, proto je zdejší fauna i flora velice pestrá. Volně zde žijí tygři, sloni, levharti obláčkoví, tapíři, řada primátů a kypytníků a dalších druhů.